# Lacunicambarus miltus
Espèce
Synonymes
- Cambarus (Lacunicambarus) miltus Fitzpatrick, 1978[1]
- Cambarus miltus Fitzpatrick, 1978[2]

Statut de conservation UICN

 LC  : Préoccupation mineure
Lacunicambarus miltus est une espèce d'écrevisses de la famille des Cambaridae. Elle est endémique des États-Unis.